# Cushmanidea seminuda
Cushmanidea seminuda är en kräftdjursart som först beskrevs av Joseph Augustine Cushman 1906.  Cushmanidea seminuda ingår i släktet Cushmanidea och familjen Cushmanideidae. Inga underarter finns listade i Catalogue of Life.